# Ferdinandsko
Ferdinandsko (německy Ferdinandsruhe) je původní barokní lovecký zámeček ležící na severozápadě katastrálního území Kotáry ve Vojenském újezdu Březina asi 5 km od obce Podivice. Veřejnosti je vzhledem ke svojí poloze uprostřed vojenského újezdu nepřístupný. V současné době je v majetku Ministerstva obrany.

## Historie
Lovecký zámeček nechal postavit na vyškovském panství olomoucký biskup Ferdinand Julius Troyer z Troyersteinu v roce 1757, po němž byl také pojmenován. Po celé 18. a 19. století sloužil jako lovecké sídlo biskupů později arcibiskupů.
V roce 1935 byl spolu s veškerým lesním majetkem vykoupen a převeden pod Ministerstva obrany. Od téhož roku sloužil jako sídlo správy vojenského prostoru. Před rokem 1977 náležel se svým okolím ke katastrálnímu území obce Podivice.
Zámek je od roku 2000 z důvodu havarijního stavu (napadení krovu dřevokaznou houbou atd.) více méně nevyužíván. V budově probíhalo několik natáčení televizních seriálů Četnické humoresky a Příběhy železné opony.

## Popis objektu
Zámek je jednopatrová volně stojící budova se dvěma bočními krátkými rizality. Nad pravoúhlým vchodem, který je ozdoben šambránou a ušima se nachází segmentově vypjatá návojová římsa. Nad ní je v ozdobně rámované kartuši vyveden nápis „FERDINANDSRUHE“ a letopočet 1757, který upomíná na rok postavení budovy. Objekt je opatřen mansardovou střechou, jež je nad oběma bočními rizality korunována zajímavými hlavami komínových těles s pravděpodobně původními komínovými lávkami.
Interiér budovy je pozměněn přestavbami, přízemní místnosti jsou částečně zaklenuty valenou klenbou, částečně plochostropé, v patře je necková klenba se štukem a zrcadly. V prvním poschodí byly prostory sloužící pro ubytování hostů, v přízemí pak pokoje pro ubytování jejich loveckého doprovodu. V centrální části objektu se vedle hlavního sálu se dvěma krby nachází přestavěný prostor bývalé kaple sv. Eustacha, patrona lovců. Ještě ve 30. letech je zmiňován její chudý inventář, sestávající z oltáře, obrazu, kříže s růžencem a čtyř železných svícnů.

## Galerie

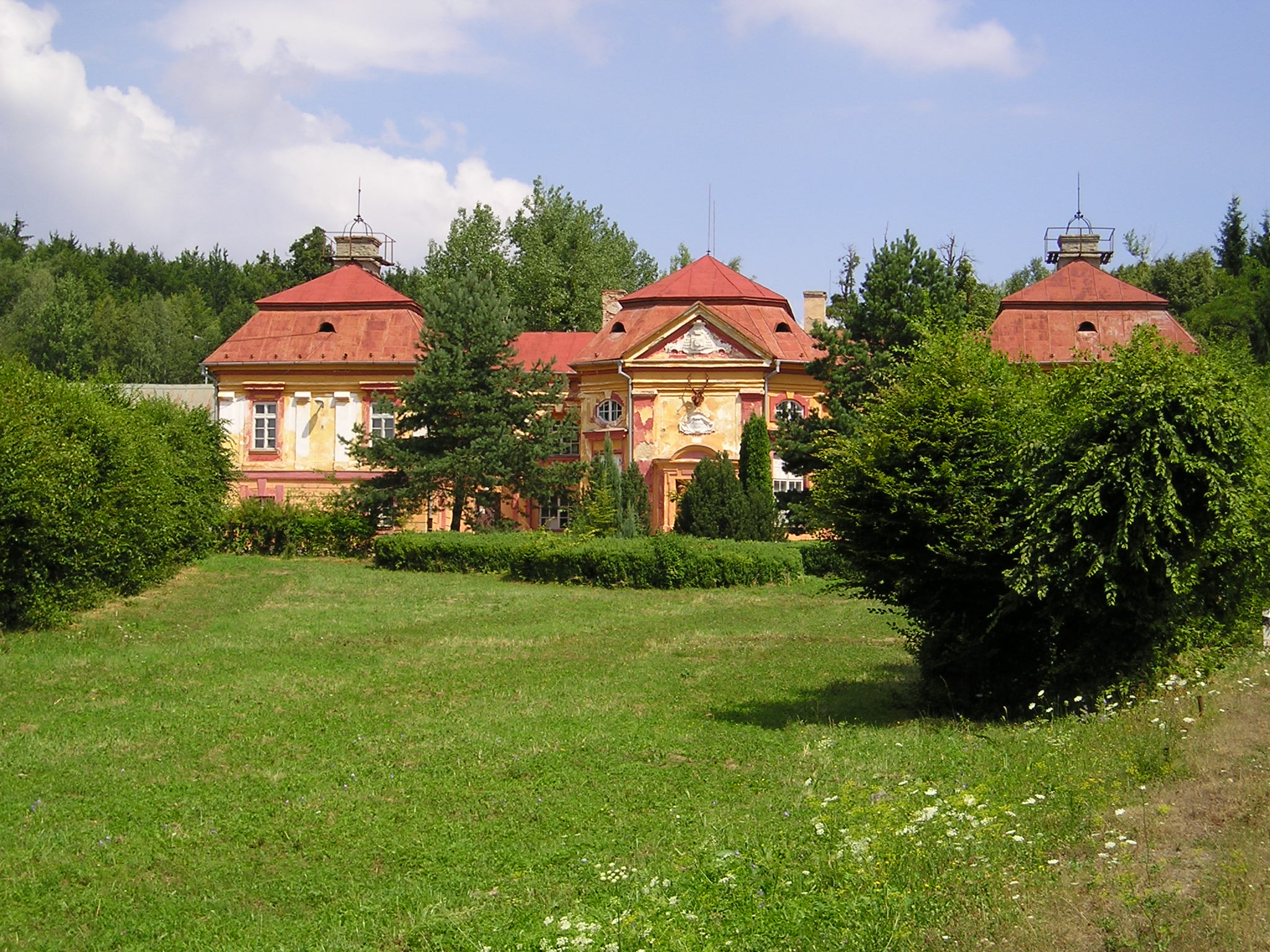
Pohled z čelní strany Ferdinandska
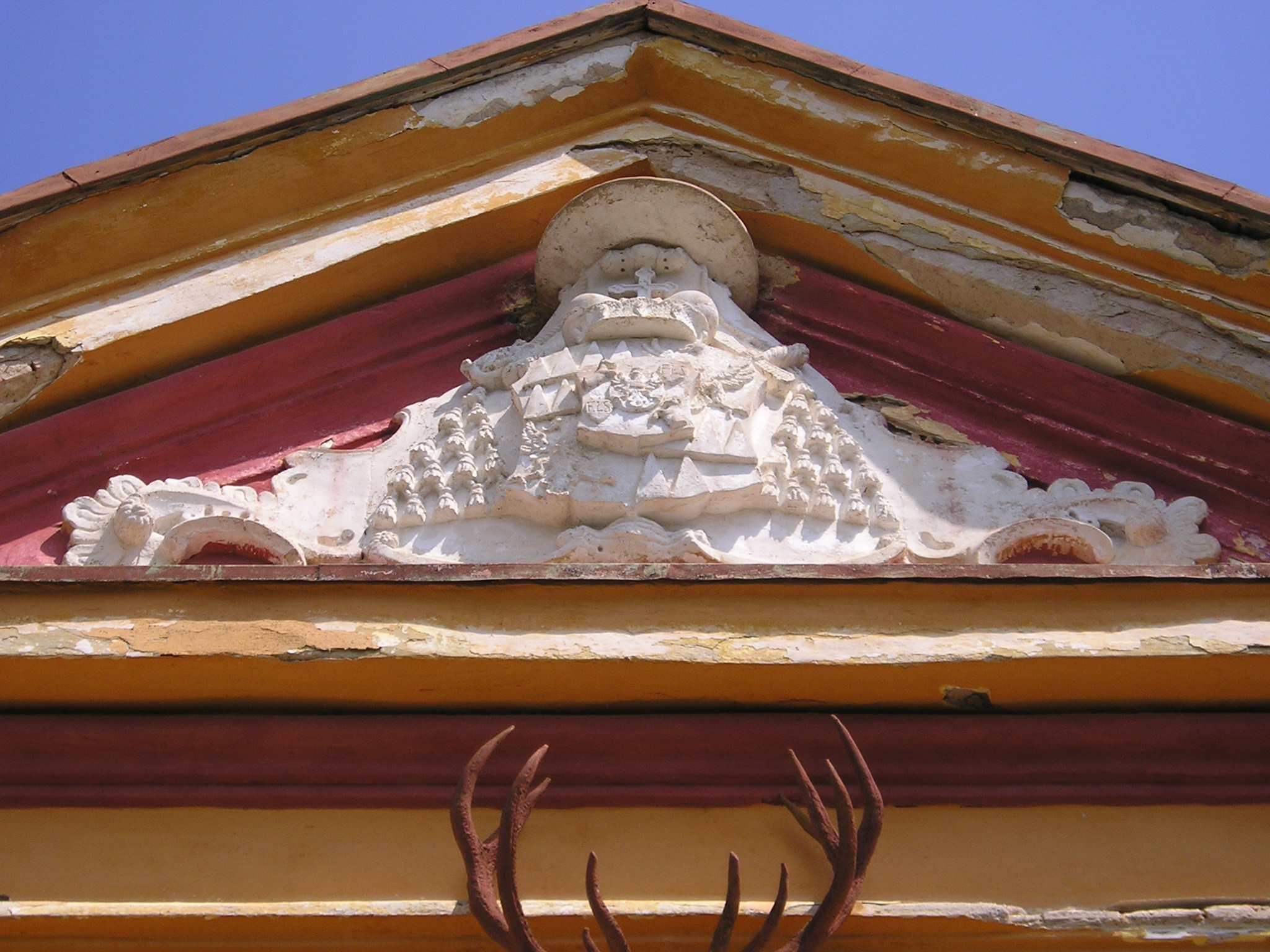
Erb biskupa Ferdinanda Julia Troyera z Troyersteinu
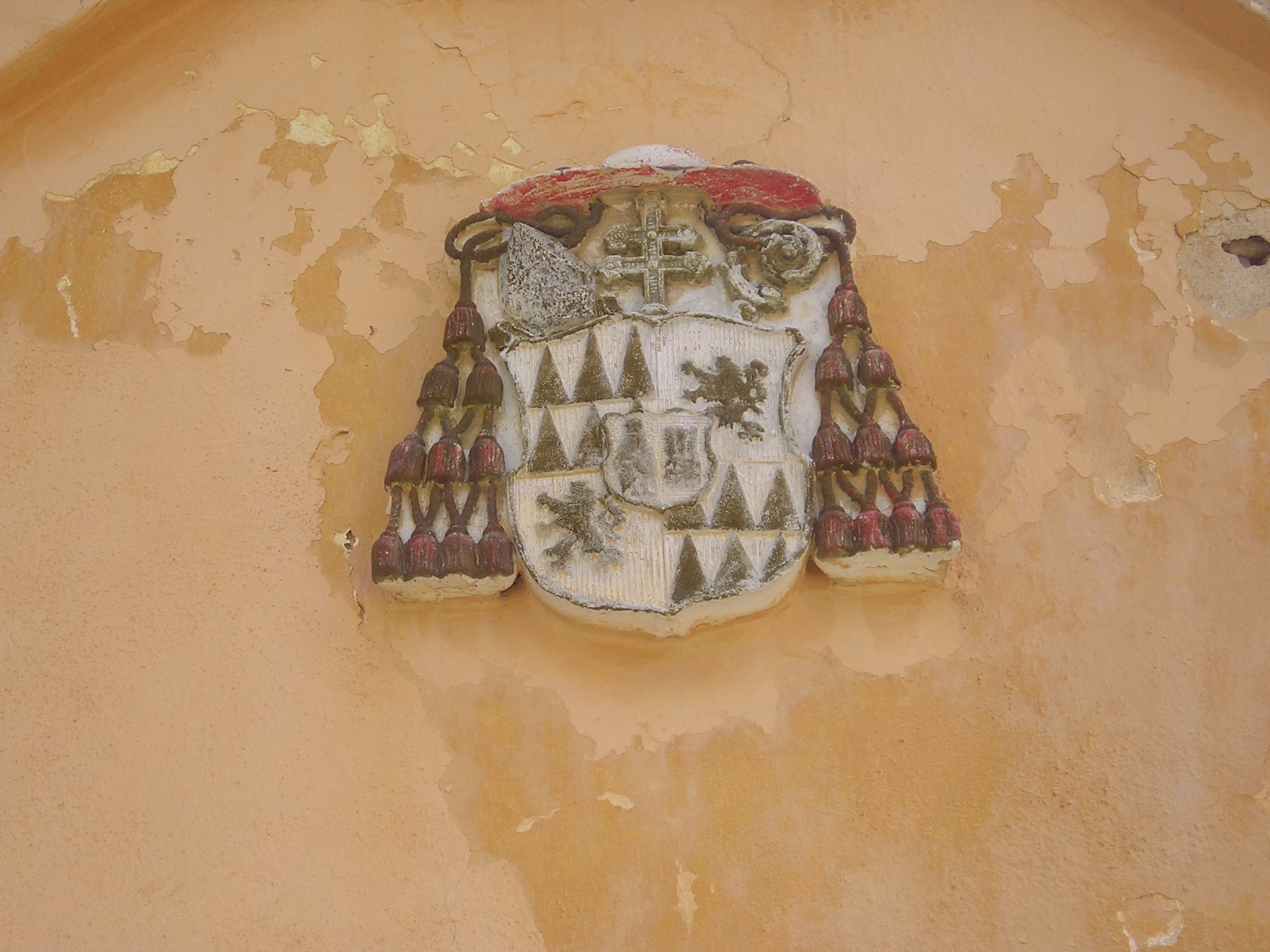
Erb biskupa Leopolda Prečana
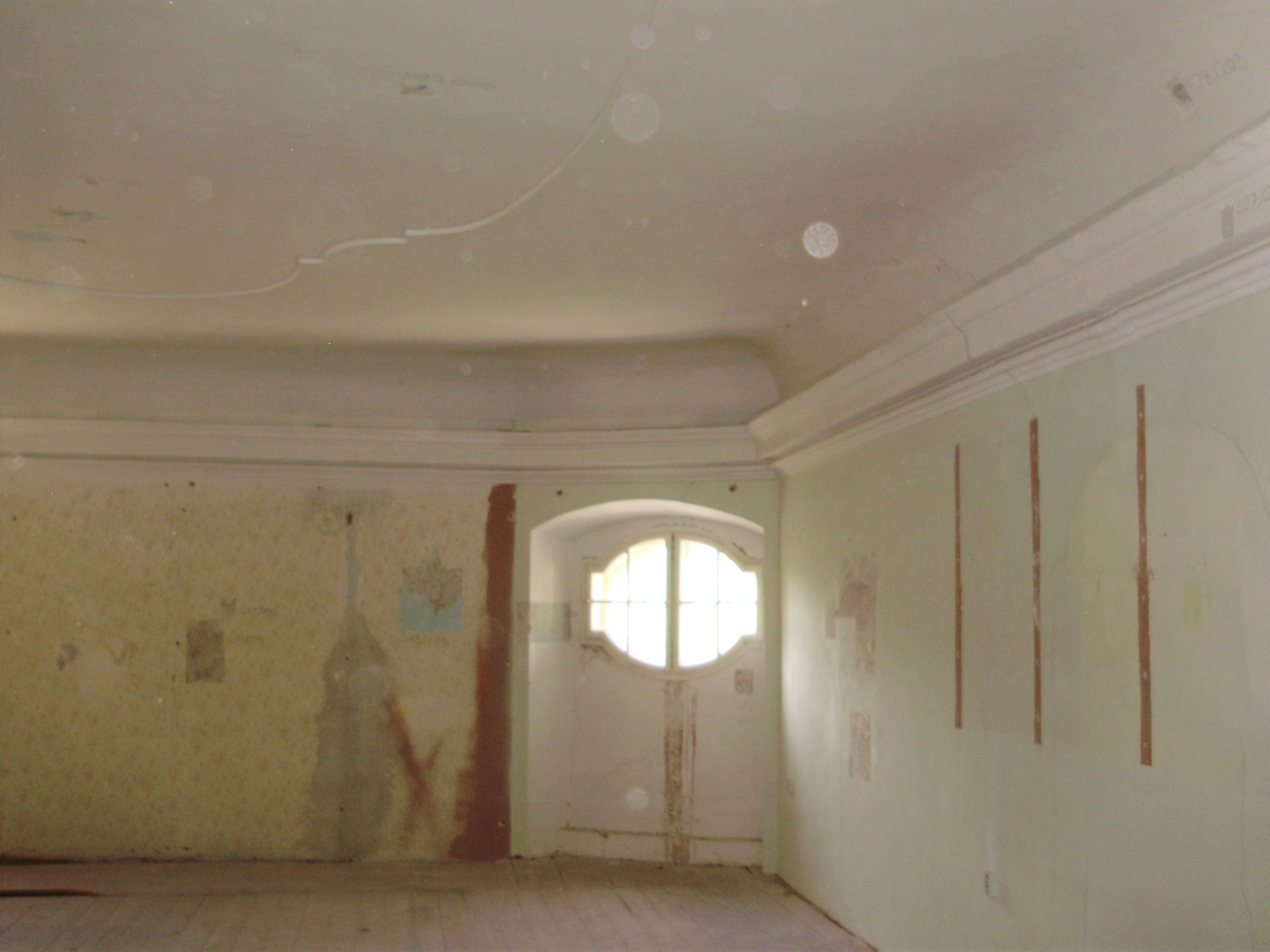
Prázdné interiéry
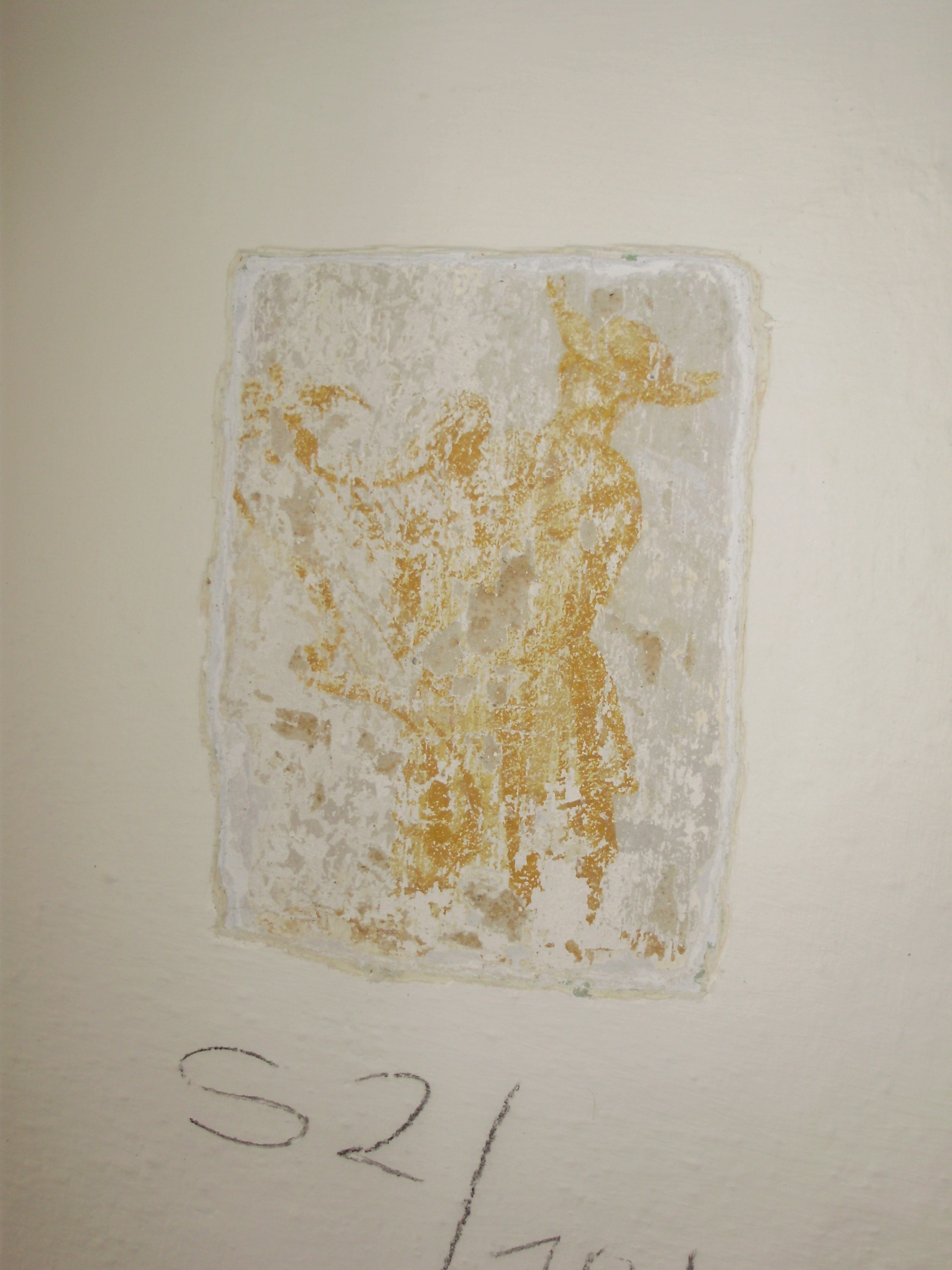
Malby pod omítkou